# Bifang
Bifang ist eine altdeutsche Bezeichnung (zu befangen: „umfangen, einschließen“) für ein eingefriedetes Feld, gewöhnlich ein schmales Ackerbeet. In der Rechtsgeschichte bezeichnet Bifang ein von einem dazu Berechtigten, beispielsweise einem Markgenossen, gerodetes Grundstück, das durch Einhegung zu seinem Sondereigentum wurde und den allgemeinen wirtschaftlichen Beschränkungen wie dem Flurzwang nicht unterlag.

## Einzelbedeutungen
Aus diesem allgemeinen Begriff entwickelten sich zahlreiche, häufig nur lokal gebrauchte Einzelbedeutungen:
- schmaler, erhabener Ackerstreifen zwischen zwei Furchen
- schmaler, rasenbestandener Grenzstreifen zwischen zwei Äckern; Ackerstreifen
- den aufgeschütteten Erdwall zur Erzeugung von weißem Spargel[1][2] und von Kartoffeln
- ein karolingischer Rodungsbezirk
- umzäuntes Feld
- Name einzelner Äcker, Flurname
- Ackermaß
- Stadt – Bezirk – Bannmeile – umfangenes eingegrenztes Grundstück
- in der Allmende angelegte Rodung, die in Eigentum übergeht, oft der Bannmeile gleich
- Einzäunung, Grenze(n)
- Umkreis, Umzäunung, Gemeinschaft
- Umfriedung, Beet

In früheren Zeiten wurden auch bestimmte Ackerbeete als „Bifanger“ bezeichnet. Das althochdeutsche „bi“ (neuhochdeutsch „bei“) betont dabei nicht nur die Umfriedung des aus Wildland gewonnenen Ackerlandes, sondern meint wohl auch seine Einbeziehung zur Feldflur, wie manche der Ausdrücke nahelegen, besonders in Fällen, in denen der „Einfang“ tatsächlich zur Feldflur eines schon bestehenden Ortes geschlagen wurde.
Heute findet man den Ausdruck noch in zahlreichen Straßennamen, vor allem in der Schweiz (so etwa in Wettingen, Wohlen, Zofingen, Laufenburg), aber auch in Westösterreich (Rankweil, Feldkirch), Bayern (Bifangweg in München) und Südbaden (Straße „Bifänge“ in Freiburg-St. Georgen).